# Förvandling och förlösning
Förvandling och förlösning (klassifikation: SMB 7, TSB A 22) är en naturmytisk balladtyp som finns upptecknad i Sveriges Medeltida Ballader i en sörmländsk variant från andra halvan av 1800-talet, under titeln Straffad Moder och Dotter; melodiuppteckning saknas.

## Handling
En moder och en dotter står vid hushållsgöromål när de avbryts av att en räv eller björn och en varg kommer in. Vilddjuren anklagar kvinnorna för att ha fött dem men förskjutit dem, och äter upp dem. När vilddjuren dricker kvinnornas hjärteblod, dyker en spåkvinna upp, och berör dem med sin stav, varvid de förvandlas till prinsar.
Visan beledsagades av en berättelse om att de två kvinnorna i hemlighet fött barn och låtit förvandla dem till vargar och björnar.
Motivet har viss anknytning till gammal folktro om varulvar.